# Ліам О'Браєн
Ліам О'Браєн (англ. Liam O'Brien; нар. 5 вересня 1964, Дублін) — ірландський футболіст, півзахисник.
Насамперед відомий виступами за «Ньюкасл Юнайтед», а також національну збірну Ірландії.

## Клубна кар'єра
Народився 5 вересня 1964 року в місті Дублін. Вихованець футбольної школи «Стелла Маріс».
У дорослому футболі дебютував 1982 року виступами за команду клубу «Богеміан», в якій провів один сезон. 
Згодом з 1983 по 1988 рік грав у складі команд клубів «Шемрок Роверс» та «Манчестер Юнайтед».
Своєю грою за останню команду привернув увагу представників тренерського штабу клубу «Ньюкасл Юнайтед», до складу якого приєднався 1988 року. Відіграв за команду з Ньюкасла наступні шість сезонів своєї ігрової кар'єри. Більшість часу, проведеного у складі «Ньюкасл Юнайтед», був основним гравцем команди.
Протягом 1994—2000 років захищав кольори клубів «Транмер Роверз» та «Корк Сіті».
Завершив професійну ігрову кар'єру у клубі «Богеміан», у складі якого вже виступав раніше. Прийшов до команди 2000 року, захищав її кольори до припинення виступів на професійному рівні у 2002.

## Виступи за збірну
1986 року дебютував в офіційних матчах у складі національної збірної Ірландії. Протягом кар'єри у національній команді, яка тривала 11 років, провів у формі головної команди країни лише 16 матчів.
У складі збірної був учасником чемпіонату Європи 1988 року у ФРН.